# Cyklon Bhola
Bhola – wielki cyklon, który w 1970 r. nawiedził Wschodni Pakistan (obecnie Bangladesz).
Najbardziej niszczycielski cyklon z dotychczas odnotowanych. Wdarł się do ujścia Gangesu 12 listopada 1970 i spowodował śmierć około pół miliona osób. Główną przyczyną tak dużej liczby ofiar był podniesiony poziom wody, która niemal całkowicie zalała większość wysp w delcie rzeki. Bhola był siódmym i jednocześnie najsilniejszym z cyklonów tropikalnych jakie rozszalały się nad Oceanem Indyjskim w 1970 r.
Obojętny stosunek zachodniej części kraju do usuwania następstw kataklizmu zwiększył jeszcze napięcie między zachodem a wschodem oraz w znacznej mierze przyspieszył wybuch wojny, która zakończyła się oderwaniem terytorium obecnego Bangladeszu od Pakistanu.